# Pacy-sur-Armançon
Pour les articles ayant des titres homophones, voir Passy et Armançon (homonymie).
Pacy-sur-Armançon est une commune française située dans le département de l'Yonne en région Bourgogne-Franche-Comté. Son cimetière est classé aux monuments historiques.

## Géographie

### Climat
Pour des articles plus généraux, voir Climat de la Bourgogne-Franche-Comté et Climat de l'Yonne.
En 2010, le climat de la commune est de type climat océanique dégradé des plaines du Centre et du Nord, selon une étude du Centre national de la recherche scientifique s'appuyant sur une série de données couvrant la période 1971-2000. En 2020, Météo-France publie une typologie des climats de la France métropolitaine dans laquelle la commune est exposée à un climat océanique altéré et est dans la région climatique  Lorraine, plateau de Langres, Morvan, caractérisée par un hiver rude (1,5 °C), des vents modérés et des brouillards fréquents en automne et hiver. 
Pour la période 1971-2000, la température annuelle moyenne est de 10,5 °C, avec une amplitude thermique annuelle de 15,8 °C. Le cumul annuel moyen de précipitations est de 812 mm, avec 12,3 jours de précipitations en janvier et 8 jours en juillet. Pour la période 1991-2020, la température moyenne annuelle observée sur la station météorologique de Météo-France la plus proche, « Noyers_sapc », sur la commune de Noyers à 12 km à vol d'oiseau, est de 11,9 °C et le cumul annuel moyen de précipitations est de 785,9 mm. 
La température maximale relevée sur cette station est de 40,7 °C, atteinte le 24 juillet 2019 ; la température minimale est de −13,4 °C, atteinte le 7 février 2012,,. 
Les paramètres climatiques de la commune ont été estimés pour le milieu du siècle (2041-2070) selon différents scénarios d'émission de gaz à effet de serre à partir des nouvelles projections climatiques de référence DRIAS-2020. Ils sont consultables sur un site dédié publié par Météo-France en novembre 2022.

## Urbanisme

### Typologie
Au 1er janvier 2024, Pacy-sur-Armançon est catégorisée commune rurale à habitat dispersé, selon la nouvelle grille communale de densité à sept niveaux définie par l'Insee en 2022.
Elle est située hors unité urbaine. Par ailleurs la commune fait partie de l'aire d'attraction de Tonnerre, dont elle est une commune de la couronne,. Cette aire, qui regroupe 38 communes, est catégorisée dans les aires de moins de 50 000 habitants,.

### Occupation des sols
L'occupation des sols de la commune, telle qu'elle ressort de la base de données européenne d’occupation biophysique des sols Corine Land Cover (CLC), est marquée par l'importance des territoires agricoles (75,5 % en 2018), en augmentation par rapport à 1990 (73,7 %). La répartition détaillée en 2018 est la suivante : 
terres arables (67,5 %), forêts (19,4 %), prairies (7,9 %), zones urbanisées (1,9 %), zones industrielles ou commerciales et réseaux de communication (1,9 %), milieux à végétation arbustive et/ou herbacée (1,3 %), zones agricoles hétérogènes (0,1 %). L'évolution de l’occupation des sols de la commune et de ses infrastructures peut être observée sur les différentes représentations cartographiques du territoire : la carte de Cassini (XVIIIe siècle), la carte d'état-major (1820-1866) et les cartes ou photos aériennes de l'IGN pour la période actuelle (1950 à aujourd'hui).

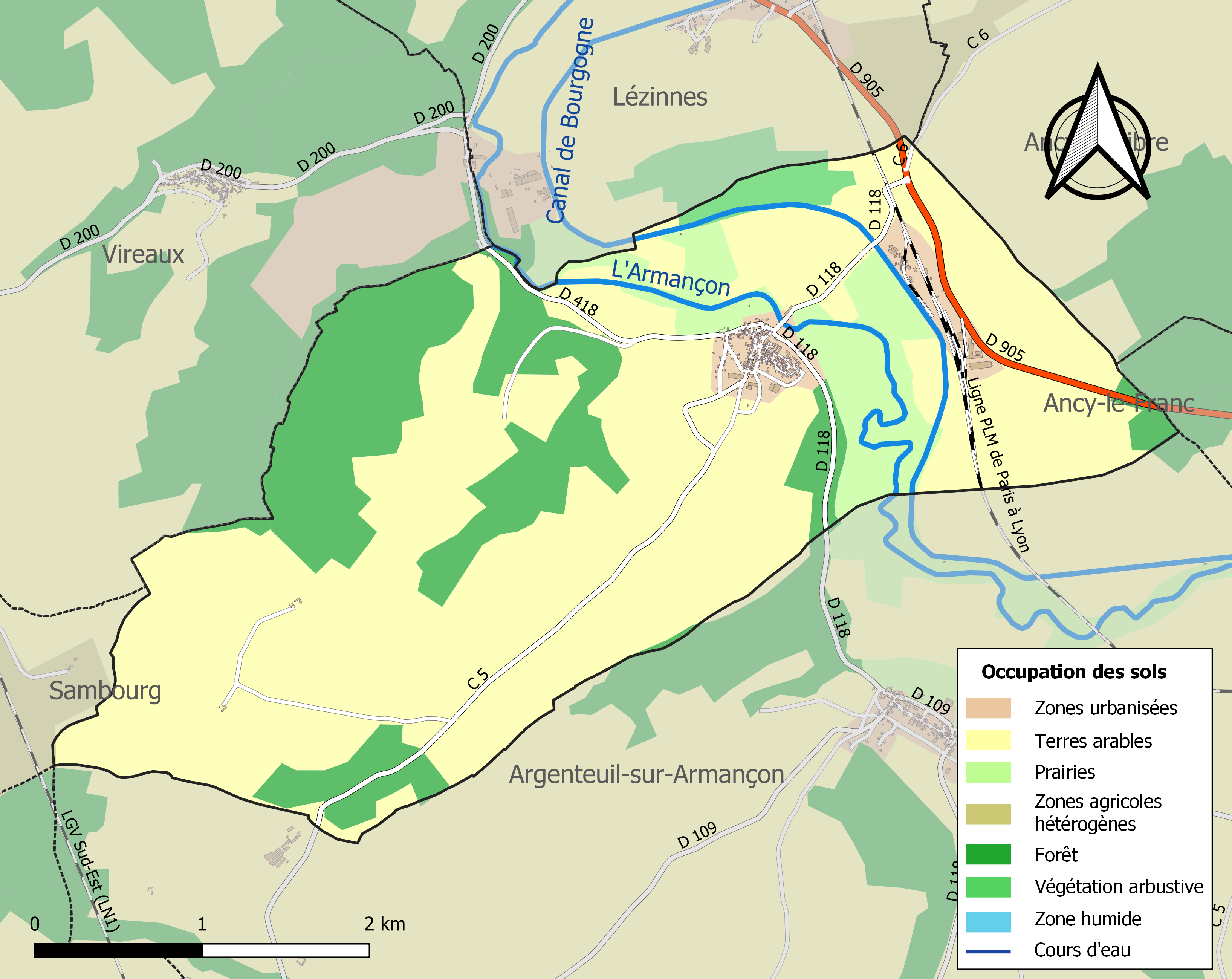
Carte des infrastructures et de l'occupation des sols de la commune en 2018 (CLC).

## Histoire
Pacy-sur-Armançon a subi un siège en 1433 par les troupes de Philippe le Bon duc de Bourgogne. Pacy se rendit au duc après 15 jours de siège : la place, qui était fidèle à Charles VII, n'ayant reçu nul ordre du roi !.. (Ce fut la défection de Guillaume de Châteauvillain, chancelier, fidèle au roi de France.).
En 1849, le village est frappé par une épidémie de choléra, 40 personnes sont mortes : 19 villageois et 21 ouvriers employés au terrassements de la ligne de chemin de fer Paris-Lyon.
Le 9 août 1858, le village est presque entièrement détruit (80 sur 120 maisons) par un incendie.  

## Politique et administration
| Période   | Période  | Identité          | Étiquette | Qualité |
| --------- | -------- | ----------------- | --------- | ------- |
| 1944      | 1947     | Louis Ravetier    |           |         |
| 1947      | 1953     | Edouard Quéau     |           |         |
| 1953      | 1967     | Alfred Millot     |           |         |
| 1968      | 1977     | Roger Chevrier    |           |         |
| 1977      | 1989     | Robert Maitrot    |           |         |
| mars 1989 | 2001     | Daniel Bouhajuc   |           |         |
| mars 2001 | 2008     | Dany Simon        |           |         |
| mars 2008 | 2014     | Jean-Marc Stiller |           |         |
| 2014      | En cours | Jean-Luc Goux     |           |         |

## Démographie
L'évolution du nombre d'habitants est connue à travers les recensements de la population effectués dans la commune depuis 1793. Pour les communes de moins de 10 000 habitants, une enquête de recensement portant sur toute la population est réalisée tous les cinq ans, les populations de référence des années intermédiaires étant quant à elles estimées par interpolation ou extrapolation. Pour la commune, le premier recensement exhaustif entrant dans le cadre du nouveau dispositif a été réalisé en 2005.

En 2022, la commune comptait 180 habitants, en évolution de −5,26 % par rapport à 2016 (Yonne : −1,95 %, France hors Mayotte : +2,11 %).
| 1793 | 1800 | 1806 | 1821 | 1831 | 1836 | 1841 | 1846 | 1851 |
| ---- | ---- | ---- | ---- | ---- | ---- | ---- | ---- | ---- |
| 460  | 493  | 472  | 476  | 467  | 486  | 499  | 502  | 526  |

| 1856 | 1861 | 1866 | 1872 | 1876 | 1881 | 1886 | 1891 | 1896 |
| ---- | ---- | ---- | ---- | ---- | ---- | ---- | ---- | ---- |
| 483  | 478  | 471  | 447  | 444  | 458  | 464  | 479  | 538  |

| 1901 | 1906 | 1911 | 1921 | 1926 | 1931 | 1936 | 1946 | 1954 |
| ---- | ---- | ---- | ---- | ---- | ---- | ---- | ---- | ---- |
| 508  | 503  | 510  | 403  | 502  | 472  | 404  | 351  | 328  |

| 1962 | 1968 | 1975 | 1982 | 1990 | 1999 | 2005 | 2006 | 2010 |
| ---- | ---- | ---- | ---- | ---- | ---- | ---- | ---- | ---- |
| 298  | 267  | 254  | 221  | 205  | 233  | 236  | 237  | 206  |

| 2015 | 2020 | 2022 | - | - | - | - | - | - |
| ---- | ---- | ---- | - | - | - | - | - | - |
| 189  | 179  | 180  | - | - | - | - | - | - |

## Lieux et monuments
- Le château

Eustachie de Courtenay, trépassée après 1248 épousa Guillaume de Champlitte, né vers 1160, trépassé en 1210, prince de Morée.
Marguerite de Montagu, trépassée en 1328, épousa Erard d'Arcis, trépassé en 1323, seigneur de Chacenay.
Vers 1653, le château appartient à Jean de Souvre, marquis de Courtanvaux (1584-1656).
Il existe une gravure par Israël Silvestre qui représente le château au XVIIe siècle. Il fait suite au château-fort qui occupait l'emplacement de l'actuel bourg de Pacy.
Anne de Souvré, fille unique de Jean de Souvré, épouse en 1662 François Michel Le Tellier de Louvois, marquis de Louvois, comte de Tonnerre, ministre de Louis XIV, qui acquiert en 1664 le château d'Ancy-le-Franc et en fait sa résidence.
Le château de Pacy subira plusieurs incendies qui ne laissent subsister au début du XVIIIe siècle que les bâtiments actuels.
Vers 1730, il est acquis par Jean-Claude Beau des Lisses, receveur de la baronnie de Pacy, juge de Lézinnes et Pacy. Cette famille bourgeoise le conserve jusque vers 1845.
Au-dessus d'une porte du château, on peut voir le blason de la famille Beau des Lisses « d’argent à un arbre de sinople sur une terrasse de même, adextré d’un lion de gueules rampant contre le tronc de l’arbre, et au chef d’azur chargé d’une étoile d’argent accostée de deux croissants de même ».
- L'église Notre-Dame de l'Assomption a été reconstruite en 1830 par le dernier marquis de Louvois.

Son fronton est orné du blason de la famille Le Tellier de Louvois « D'azur, à trois lézards d'argent posés en pal, cousu d'un chef de gueules chargé de trois étoiles d'or ».
- Chapelle Saint-George de Pacy-sur-Armançon (XIIIe), inscrite en 1933[22].

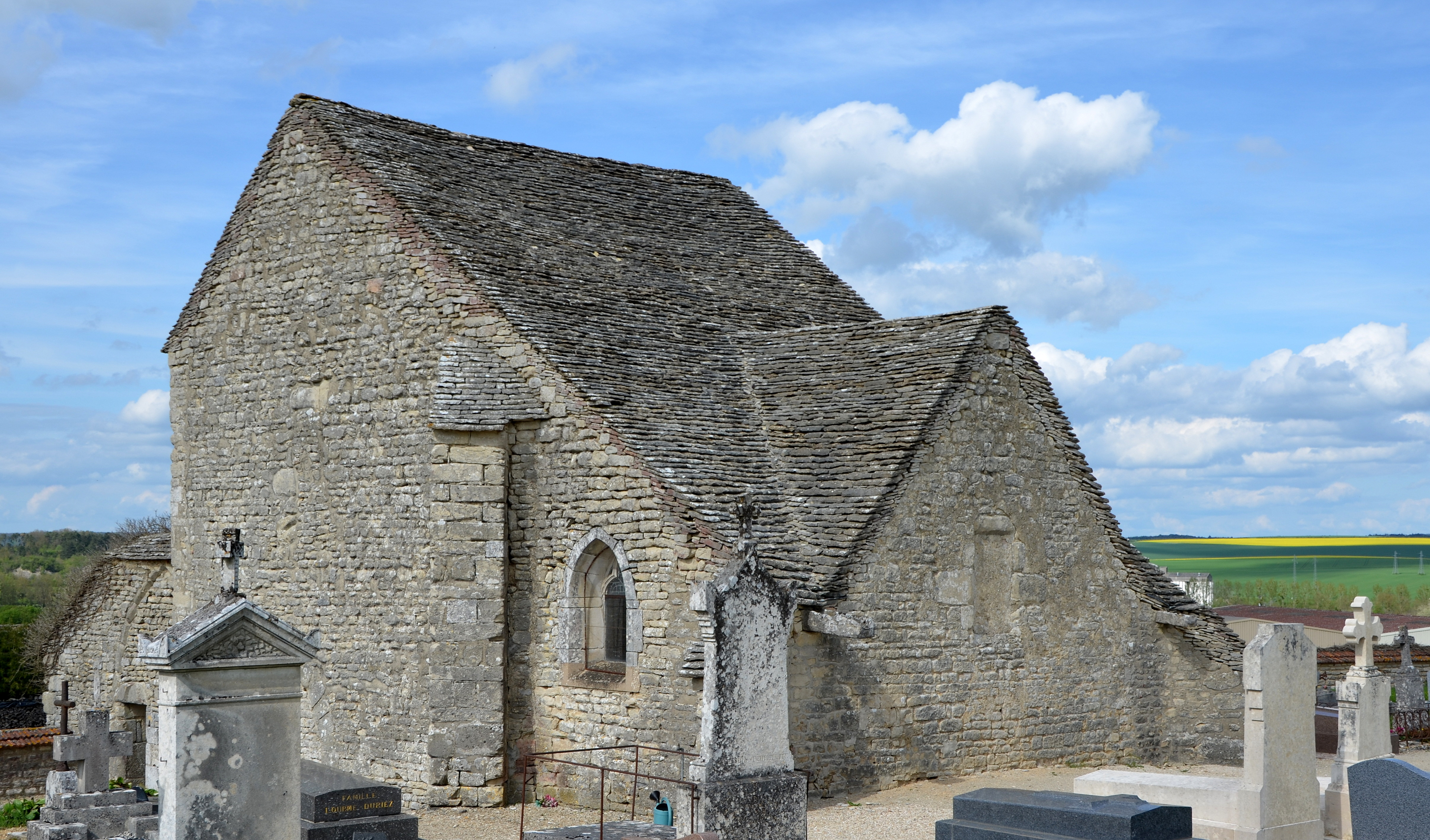
La chapelle Saint-George

## Personnalités liées à la commune
- Juana Richard Lesclide  (1866-1951) Poète, écrivain bibliothécaire de la maison de Victor Hugo et femme de son  dernier secrétaire  Richard Lesclide (1821-1892). Elle est aussi connue en littérature sous le pseudonyme "Jean de Champeaux", du nom de son arrière-grand-mère, Madame Louis Beau des Lisses, née Marie-Jeanne de Champeaux (1767-1844), sœur du général de Champeaux. Elle a eu une fille unique Marie-Françoise Lesclide qui a épousé René d'Hubert (1855-1927), directeur de Gil Blas.

## Pour approfondir